# 奧里希 (伊瓦尼奇區)
50°41′26″N 24°26′35″E / 50.69056°N 24.44306°E
奧里希（烏克蘭語：Орищі），是烏克蘭的村落，位於該國西部沃倫州，由沃洛德米爾區負責管轄，面積9.4平方公里，海拔高度222米，2001年人口451，人口密度每平方公里47.98人。